# Хотен (богатырь)
Хотен Блудович (Горден Блудович; в некоторых источниках описывается под именами: Хотей, Хотин, Котеня, Катёнко или Фотепчик) — богатырь в русских былинах, выступающий в одной былине в роли свата и жениха, который удачно женился, необузданный молодец, силой женился на Чайне Часовичне, перебив её братьев
По О. Миллеру, обнаруживает мифическое значение, связанное с бытовым элементом: в нём выразилась родовая основа и варяжские черты характера

## Сюжет
Былина о Хотене Блудовиче начинается рассказом о ссоре между двумя вдовами, встретившимися на пиру. В большинстве версий былин пир этот происходит у князя Владимира. Мать Хотена сватает своего сына к красавице Чайне Часовой (Чайне Часовичне), но мать девушки отвечает ей оскорбительным отказом, свидетелями которого становятся все пирующие. Хотен узнает от матери о происшедшем и приходит к невесте, и та соглашается за него выйти, да только проблема — мать не пускает. Но он подъезжает к терему, требует поединка и побивает девятерых братьев своей невесты. Мать невесты просит у князя войско, но и его побивает богатырь. И тогда Хотен женится, беря богатое приданое. Былина отражает и сватовство, и противопоставление богатой и бедной семьи.

## В позднейшей культуре
В сюрреалистичном славянском фэнтези Там, где нас нет Хотен Блудович упоминается (в соответствии с шуточным прочтением имени) как легенда разврата .